# ألكينال

التركيب الكيميائي لألكدين بسيط يُسمى الكروتونالديهيد

الألكينال هو فئة من المركبات الكيميائية التي تشمل مجموعتين وظيفيتين: الألدهيد والألكين.

## أمثلة
- كروتونالدهيد (البيوتينال)
- سس-3-هكسنال
- ترانس-2-ميثيل-2-بيوتينال

## طالِع أيضًا
- اختراق الألكينال-2
- إينول

## روابط خارجية
- هكسنال